# Eugen Ehrlich
Eugen Ehrlich (ur. 14 września 1862 w Czerniowcach, zm. 2 maja 1922 w Wiedniu) – austriacki prawnik i socjolog prawa. Jest powszechnie uważany za jednego z głównych założycieli współczesnej socjologii prawa.

## Życie
Urodził się na Bukowinie, ówczesnej prowincji Austro-Węgier, dziś wchodzącej w skład Ukrainy. Ehrlich studiował prawo w Wiedniu, gdzie początkowo również nauczał i praktykował. Następnie powrócił do Czerniowców aby uczyć na tamtejszym uniwersytecie, bastionie kultury niemieckiej na wschodnim krańcu monarchii Austro-Węgierskiej. Pozostał tam do końca swojej kariery akademickiej, sprawując stanowisko rektora w latach 1906–1907. W czasie I wojny światowej, kiedy Czerniowce były kilkukrotnie okupowane przez siły rosyjskie, przebywał w Szwajcarii. Po rozpadzie Austro-Węgier i przejęciu Bukowiny przez Rumunię, Ehrlich zamierzał powrócić do Czerniowców, gdzie miałby nauczać po rumuńsku. Realizację tych planów uniemożliwiła jednak jego śmierć na cukrzycę w Wiedniu w 1922 roku.
Doświadczenia Ehrlicha z kulturą prawną Bukowiny – w której równolegle funkcjonowało prawo austriackie oraz odmienne od niego lokalne prawo zwyczajowe – skłoniły go do zakwestionowania hierarchicznego ujęcia prawa, propagowanego przez takich teoretyków jak Hans Kelsen. Ehrlich dowodził, że teorie prawa, które uznawały za prawo jedynie przepisy i wyroki sądowe, opisywały je w sposób nieadekwatny. Przeprowadził w związku z tym rozróżnienie norm decyzyjnych oraz norm społecznych czy norm działania. Jego zdaniem, życiem społeczeństwa kierują tylko te ostatnie. W pewnych okolicznościach mogą one być uznawane w zbiorowej świadomości za prawo, nawet jeśli nie w tej sprawie nie ma zgody prawników. Na przykład zwyczaje handlowe mogą być uznawane i szanowane przez sądy i inne organy jako obdarzone siłą normatywną i prawną istotnością.
Ehrlich starał się wykazać, że „prawo żywe” regulujące życie społeczne może różnić się od norm decyzyjnych stosowanych przez sądy. Może niekiedy być również obdarzone większym autorytetem w kulturze, a prawnicy nie mogą tego bezpiecznie ignorować. Normy decyzyjne regulują jedynie te spory, które trafiają przed oblicze sądu lub innego ciała decyzyjnego. Prawo żywe stanowi natomiast podstawę dla rutynowego kształtowania relacji społecznych. Jego źródło tkwi w zróżnicowanych związkach społecznych w których funkcjonują ludzie. Jego istotą nie jest ani konflikt ani spór sądowy, ale pokój i współpraca. To, co uznaje się za prawo zależy od rodzaju władzy, która nadaje mu znaczenie prawne wśród zamierzonych adresatów. Według Ehrlicha źródła obowiązywania prawa są mnogie. Ponieważ jednak niektóre z nich mają charakter polityczny a inne – kulturowy, mogą pozostawać ze sobą w konflikcie. Nie oznacza to jednak, że jego zdaniem wszystkie normy związków społecznych należy rozumieć jako ‘prawo’. Normy prawne (definiowane socjologicznie, a nie jurydycznie) odróżniają się od norm moralnych lub zwyczajowych tym, że ich naruszaniu towarzyszy silne odczucie odrazy, w związku z czym mają fundamentalne znaczenie dla społeczeństwa. Co więcej, normy prawne odnoszą się jedynie do niektórych typów związków między ludźmi, transakcji przez nich dokonywanych, albo innych okoliczności. Ehrlich opisuje je jako ‘fakty prawne’ – tematy lub kwestie o szczególnym znaczeniu dla regulacji społecznych.

## Literatura
- Rehbinder, Manfred: Die Begrundung der Rechtssoziologie durch Eugen Ehrlich, 2nd edn. Berlin: Duncker & Humblot(inne języki), 1986. Brak numerów stron w książce
- Hertogh, Marc, ed: Living Law: Reconsidering Eugen Ehrlich. Oxford: Hart, 2009. ISBN 978-1-84113-897-8. Brak numerów stron w książce
- Cotterrell, Roger: The Sociology of Law: An Introduction. 2nd edn. Oxford: Oxford University Press, 1992. ISBN 978-0-406-51770-8. Brak numerów stron w książce
- Cotterrell, Roger: Living Law: Studies in Legal and Social Theory. Farnham: Ashgate, 2008. ISBN 978-0-7546-2710-4. Brak numerów stron w książce
- Nezhurbida, Sergiy and Maria Diachuk (2018). Eugen Ehrlich: Bibliographic Index (Series in Law). With Introductory article of Manfred Rehbider, edited by Slavka Tomascikova. Vernon Press, 352 p. ISBN 978-1-62273-377-4.
- Ерліх, Євген. Монтеск’є та соціологічна юриспруденція / Пер. з анг. і передмова С.І. Нежурбіди // Науковий вісник Чернівецького університету: Збірник наук. праць. Вип. 728: Правознавство. – Чернівці: ЧНУ, 2014. – C. 5-14.
- Sergij Neshurbida, Manfred Rehbinder (2021). Eugen Ehrlich an der Franz-Josephs-Universität in Czernowitz. Beiträge zur Rechtsgeschichte Österreichs 11(1).